# Kálmán Széll
Kálmán Széll de Duka et Szentgyörgyvölgy (Gasztony, 8 giugno 1843 – Rátót, 16 agosto 1915) è stato un politico ungherese, primo ministro dell'Ungheria dal 1899 al 1903.